# Jean-Marc Nattier
Jean-Marc Nattier, né le 17 mars 1685 à Paris où il est mort le 7 novembre 1766, est un peintre français.

## Biographie
Fils du portraitiste Marc Nattier et de la miniaturiste Marie Courtois, et frère du peintre Jean-Baptiste Nattier, Jean-Marc Nattier eut un talent précoce : à quinze ans il remporta le premier prix de dessin de l’Académie.
Jouvenet, son parrain, sollicita pour lui une place vacante à l’Académie de France à Rome, mais le jeune lauréat préféra rester à Paris et user de la permission qu’il avait obtenue de dessiner, pour les faire graver, les tableaux de la galerie de Rubens au Luxembourg commandés par Marie de Médicis. La célébrité lui fut prédite par  Louis XIV, qui lui dit, en voyant quelques-uns de ses dessins : « Continuez, Nattier, et vous deviendrez un grand homme ».
En 1713, il fut reçu membre agréé de l’Académie. Deux ans plus tard, cédant aux instances de l’envoyé de Pierre Ier le Grand à Paris, il consentit à se rendre à Amsterdam, d’où il devait passer en Russie à la suite du tsar. Mais, après avoir fait le portrait de l'épouse secrète de Pierre le Grand (depuis 1707), devenue son épouse officielle en 1712, la future impératrice Catherine 1ère (de 1725 à 1727), et un tableau représentant la bataille de Poltava, il revint sur sa détermination première, et étant revenu à Paris ne put se décider à quitter son pays. Pour autant, lorsque Pierre 1er vint visiter la France en 1717, il se fit peindre un portrait par Nattier.
Il est élu membre de l’Académie le 29 octobre 1718, sur la présentation d’un tableau de Phinée et ses compagnons pétrifiés par la tête de Méduse (musée de Tours). 
Il épouse le 26 janvier 1724, à l'église Saint-Roch, Marie Madeleine de la Roche avec qui il aura un fils, Jean Marc Nattier (1734-1754) et trois filles:
- Marie Pauline Catherine Nattier (1725-1775) qui épouse en 1747 le peintre Louis Tocqué
- Charlotte Claudine Nattier (1730–1779) mariée en 1754 avec François Philippe Brochier, secrétaire d’ambassade puis consul
- Madeleine Sophie Nattier mariée 1° en 1763 avec le peintre Charles-Michel-Ange Challe (1718-1778); 2° en 1798 avec Jean Guillaume Bertrand, veuf de Catherine Silvie

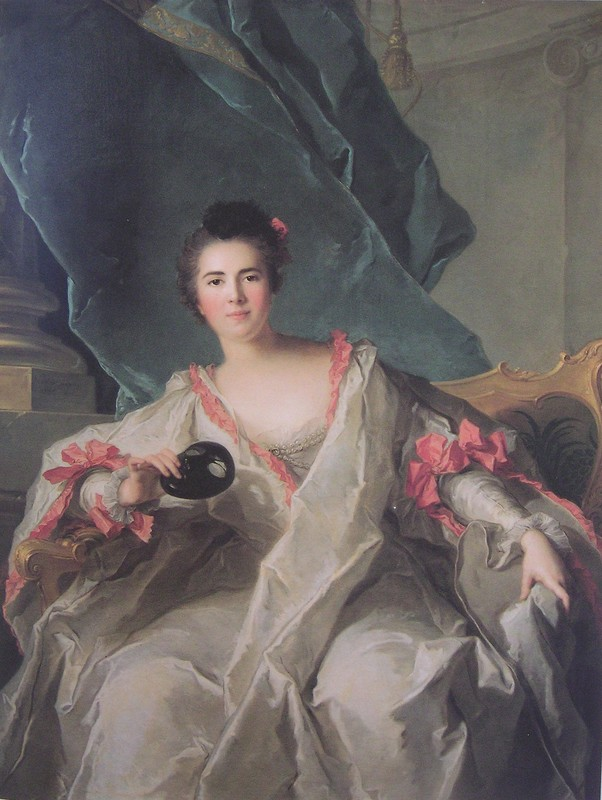
Marie-Thérèse de La Ferté-Imbault (1740). Musée d'Art Fuji de Tokyo.

Nattier avait partagé l’engouement presque général pour le système de Law. La déconfiture de la banque et la perte d’un procès de famille assez important le laissèrent sans autres ressources que celles qu’il pouvait tirer de son talent. À partir de ce moment, Nattier  se met à peindre plus particulièrement des portraits, et se fait promptement une grande réputation en ce genre.
Le 26 mars 1746, il est nommé professeur. Mélangeant réalisme et fantaisies en insérant des personnages mythologiques dans ses œuvres, il expose aux différents salons de 1737 à 1763 et figure aujourd’hui comme l’un des plus grands portraitistes du XVIIIe siècle.
Le chevalier d’Orléans, grand prieur de France, le charge d’achever la décoration, commencée par Raoux, d’une des galeries de son hôtel, et lui donne un logement au Temple.

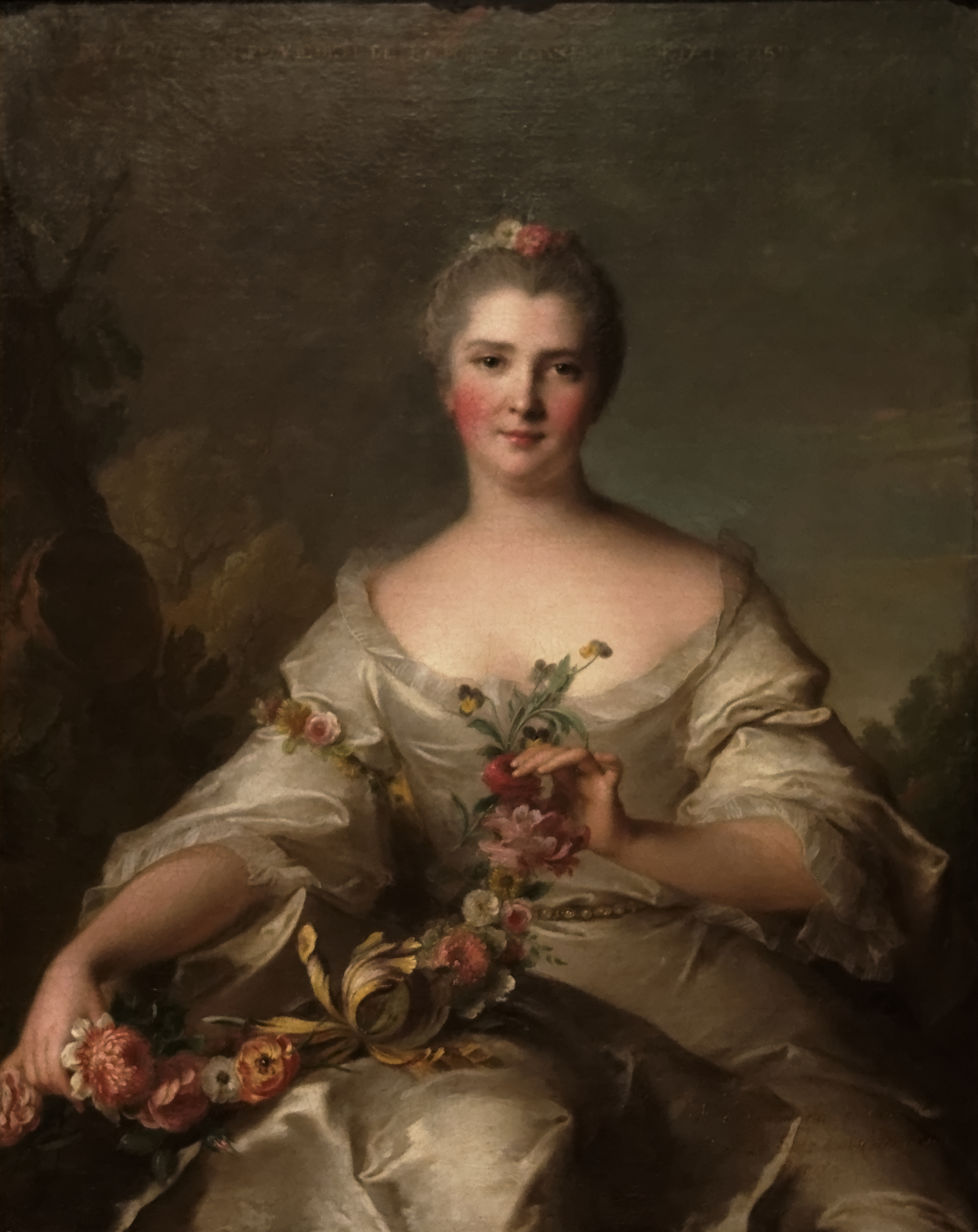
Portrait de Madame de La Porte (1752). Musée Calouste-Gulbenkian

Portraitiste officiel de la famille d’Orléans puis de la cour de Louis XV en 1748, il peint tous les personnages marquants de son temps, et parmi eux le maréchal de Saxe (musée de Dresde), l’impératrice Marie-Thérèse (musée de Bruxelles), la reine Marie Leszczyńska ; mesdames Henriette et Adélaïde, filles du roi, qui figurèrent au salon de 1758 et sont au musée de Versailles ; le Dauphin ; la Dauphine ; mesdemoiselles de Beaujolais, de Chartres, de Clermont ; etc.
À la mort du chevalier d’Orléans, grand prieur de France, en 1748, le prince de Conti fait vendre au profit de l’ordre de Saint-Jean de Jérusalem tous les tableaux et autres objets lui ayant appartenu. Nattier, touché de voir vendre, sous ses yeux et à l’encan, des tableaux qui lui avaient coûté des soins et des travaux infinis, y met l’enchère, et les rachète.
Autant le début de sa carrière avait été brillant, autant les dernières années de Nattier sont remplies de chagrin. « Bien avant que d’être hors d’état de pouvoir toucher le pinceau, il fut malheureux. La guerre, le fléau des arts, l’inconstance du public, le goût de la nouveauté, tout se réunit pour lui faire éprouver le plus triste abandon. À cette grande affluence à laquelle il était accoutumé succéda une désertion presque totale ; enfin, il ne lui resta plus de ses grandes occupations que quelques ouvrages à finir pour la cour commencés dans des temps plus heureux. »
Aux chagrins qu’il ressent de l’abandon du public et de ses anciens protecteurs vient se joindre une douleur plus grande encore. Nattier avait envoyé en Italie son fils, qui lui donnait les plus grandes espérances, pour y achever ses études de peinture. Six mois après son arrivée à Rome, le jeune homme se noie en se baignant dans le Tibre.
À la fin de sa vie, Nattier est réduit à un état voisin de la misère après avoir échoué à obtenir une pension, qu’il avait sollicitée le 27 juin 1754, ressentant les premières atteintes d'un mal qui devait le retenir au lit pendant les quatre dernières années de sa vie. Vieux, pauvre et malade, Nattier est recueilli par son gendre, le peintre Charles-Michel-Ange Challe chez lequel il meurt en novembre 1766, âgé de 81 ans.
Jean-Marc Nattier a donné son nom à une nuance de bleu dite bleu Nattier, qui est intermédiaire entre le bleu roi et le bleu marine.

## Galerie

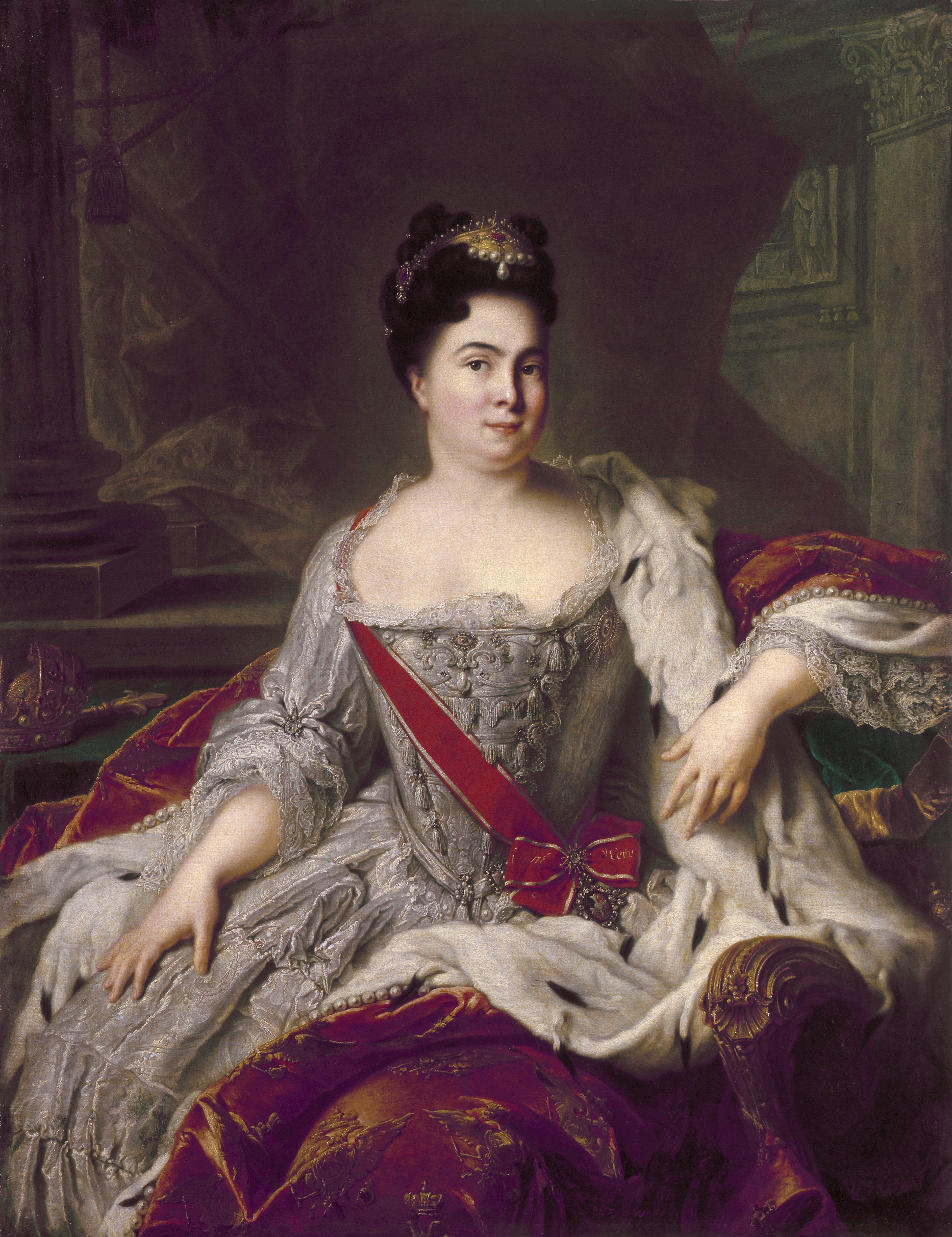
Catherine Ire de Russie (1717). Saint-Pétersbourg, musée de l'Ermitage.
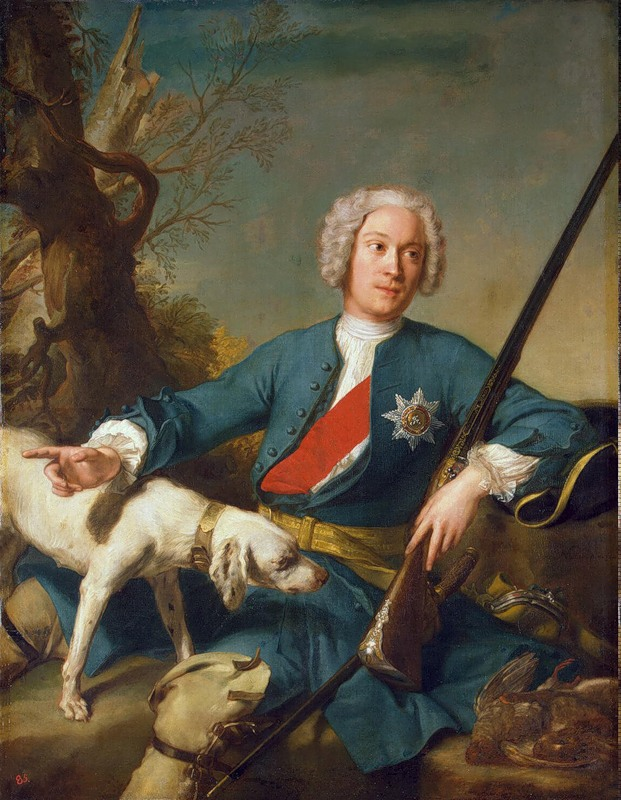
Le prince Alexandre Kourakine (1728). Saint-Pétersbourg, musée de l'Ermitage
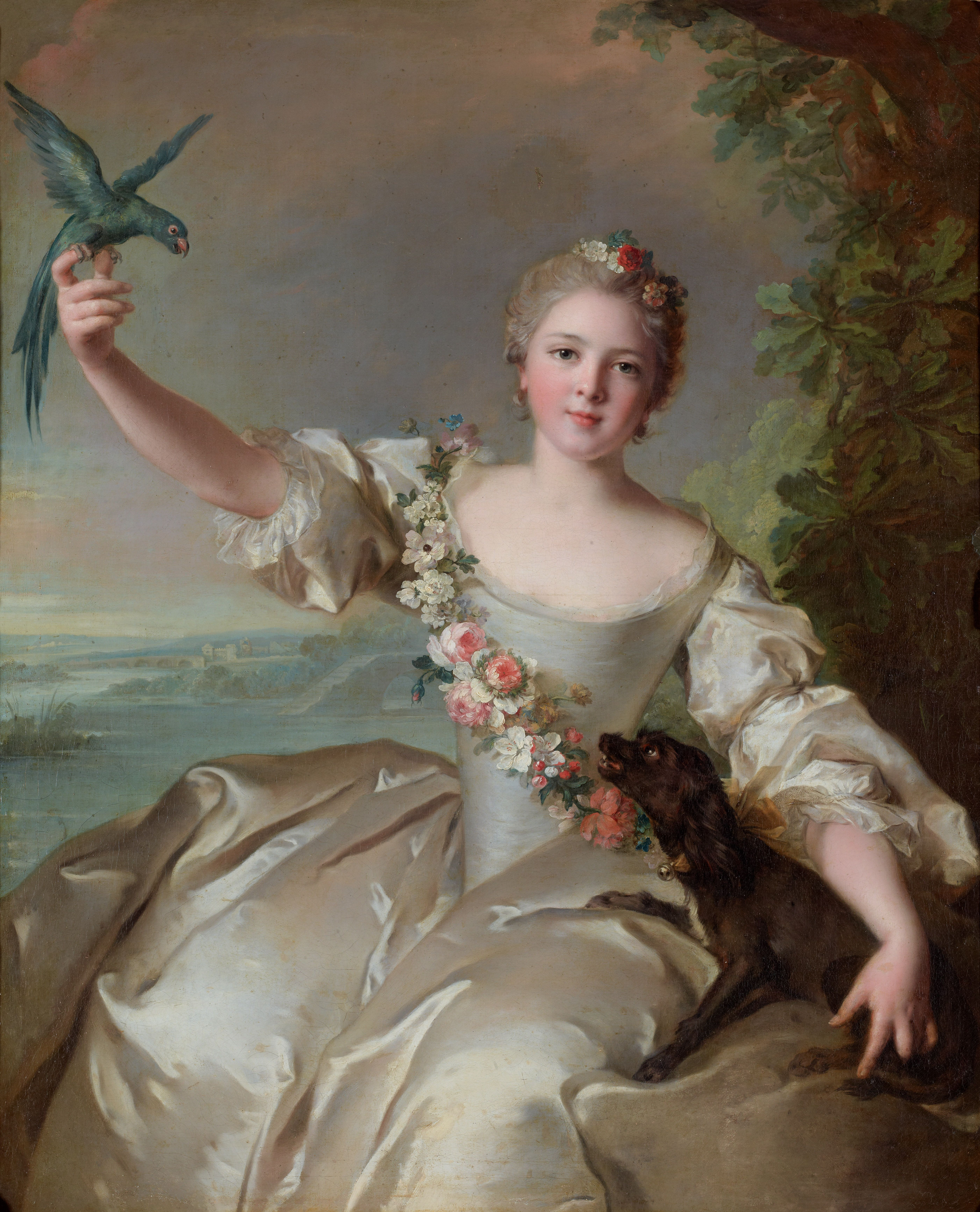
Mathilde de Canisy, marquise d'Antin (1738). Paris, musée Jacquemart-André.
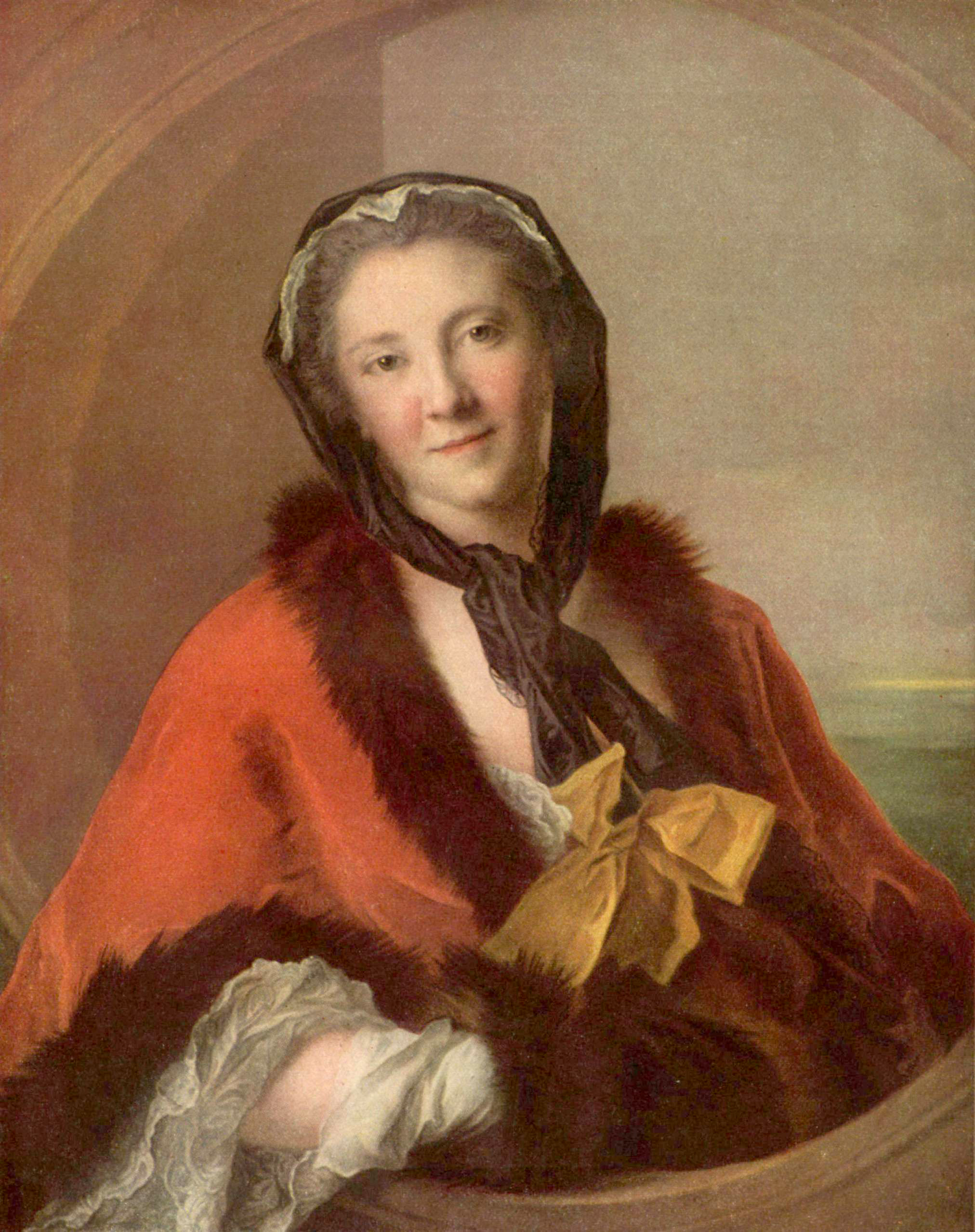
La comtesse Tessin (1741). Paris, musée du Louvre.
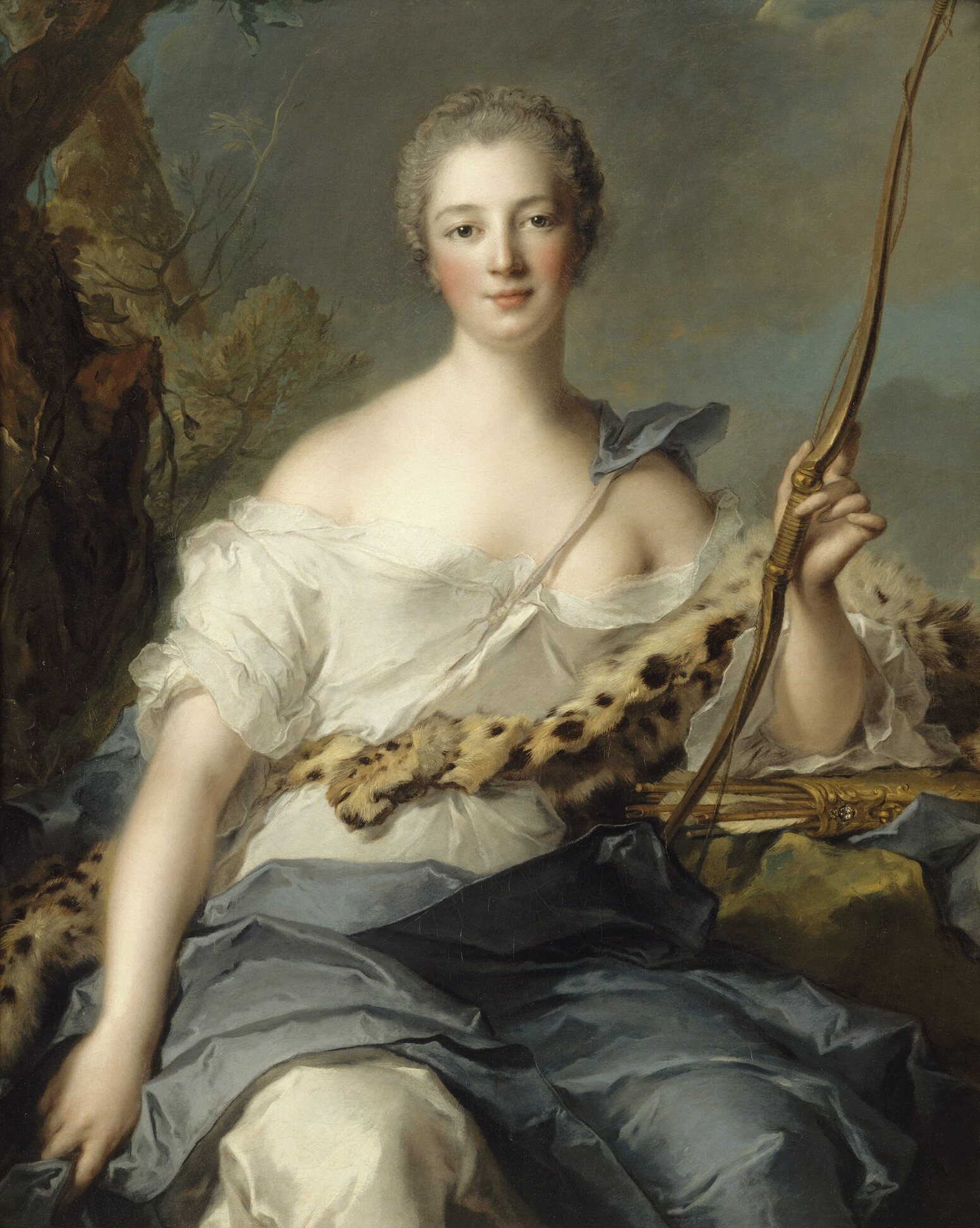
Madame de Pompadour en Diane (1746). Versailles, musée national du Château et des Trianons.
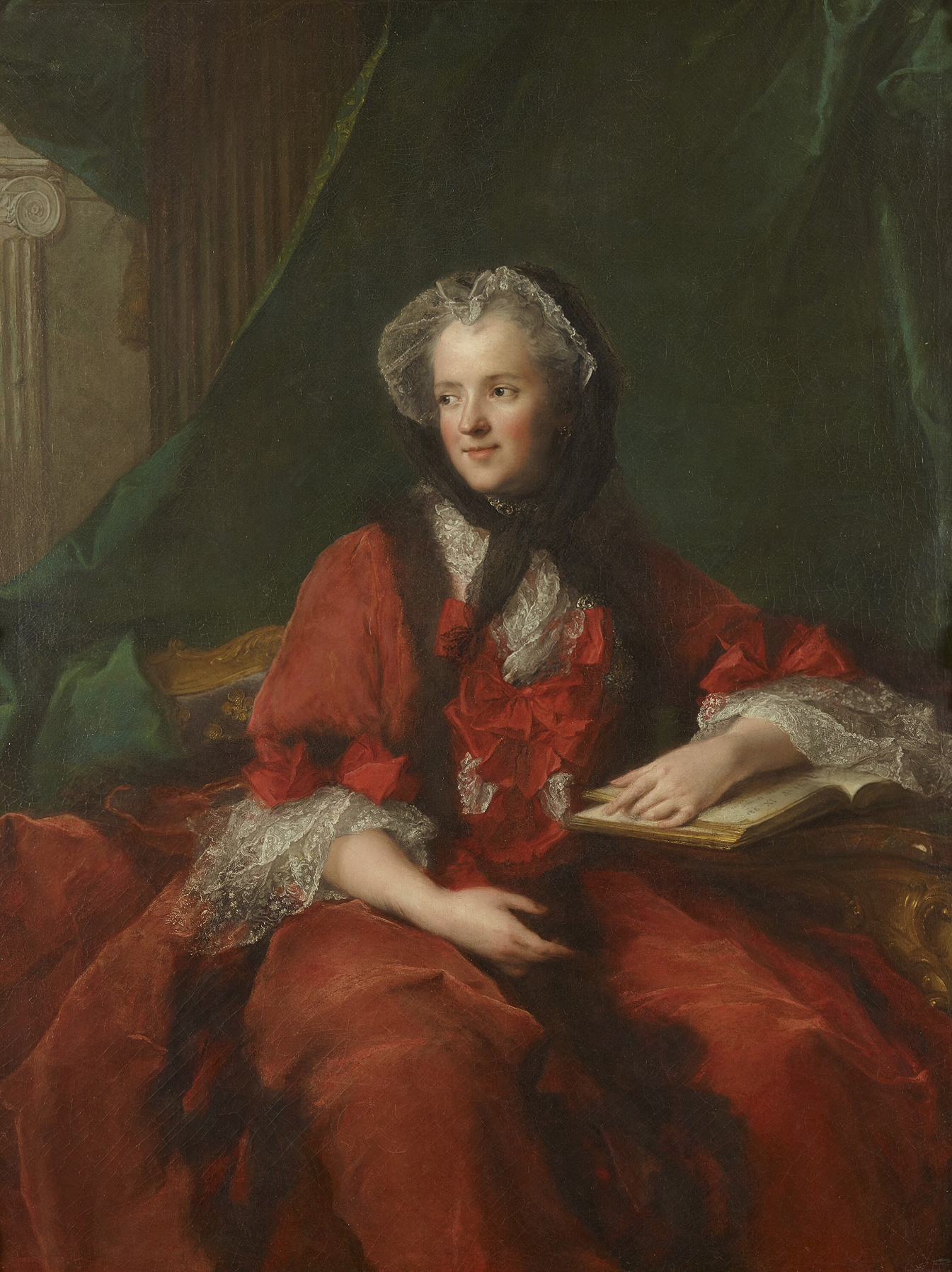
Marie Leszczyńska, reine de France (1748). Versailles, musée national du Château et des Trianons.
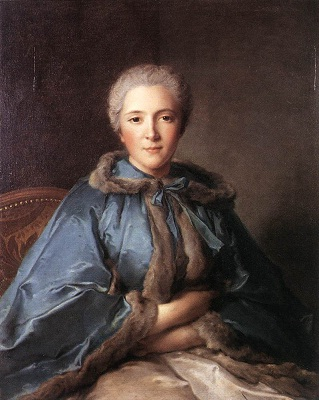
Comtesse de Tillières (1750). Londres, Wallace Collection.
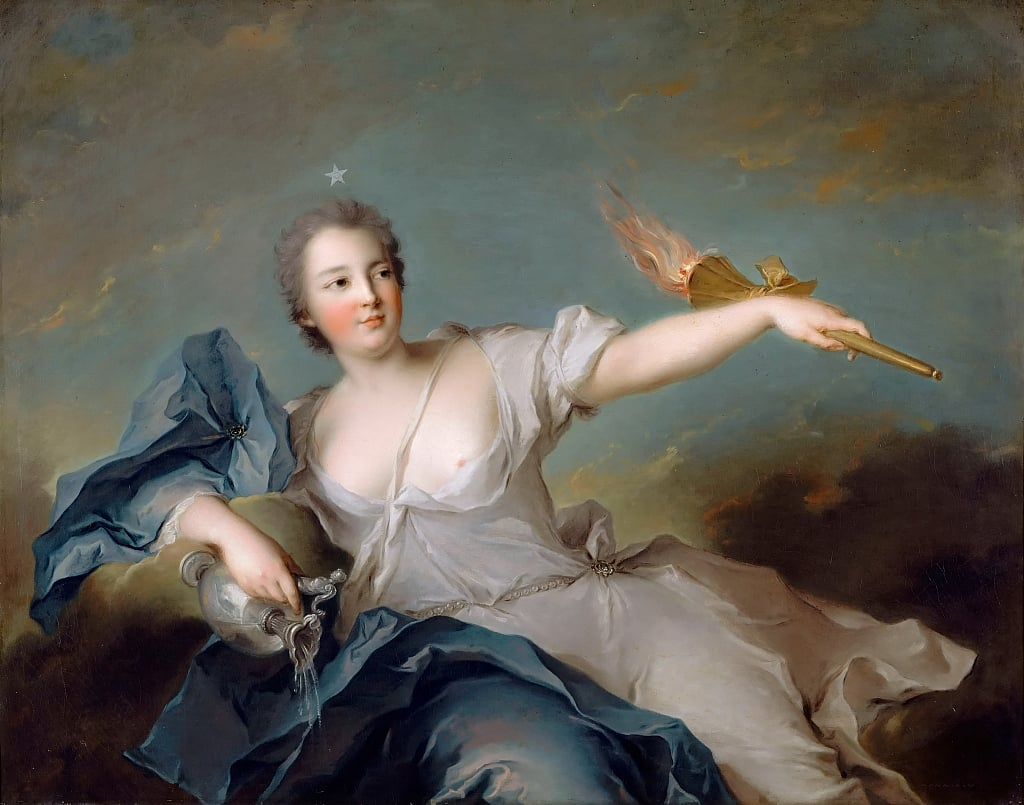
Marie-Anne de Mailly-Nesle, duchesse de Châteauroux (1740). Versailles, musée national du Château et des Trianons.
Madame Henriette jouant de la basse de viole (1754). Versailles, musée National du Château et des Trianons.
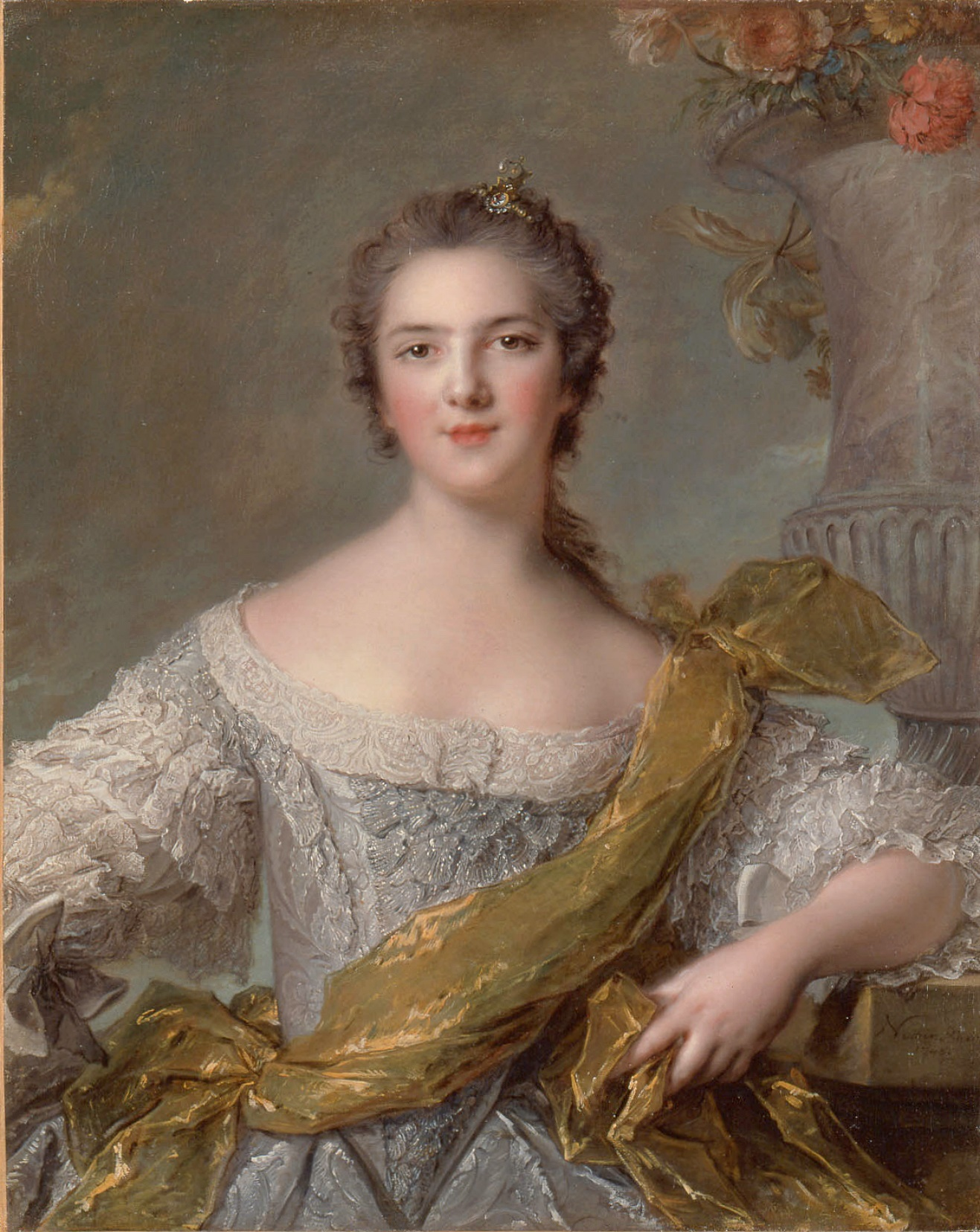
Madame Victoire à l'âge de 15 ans (1748), château de Versailles.
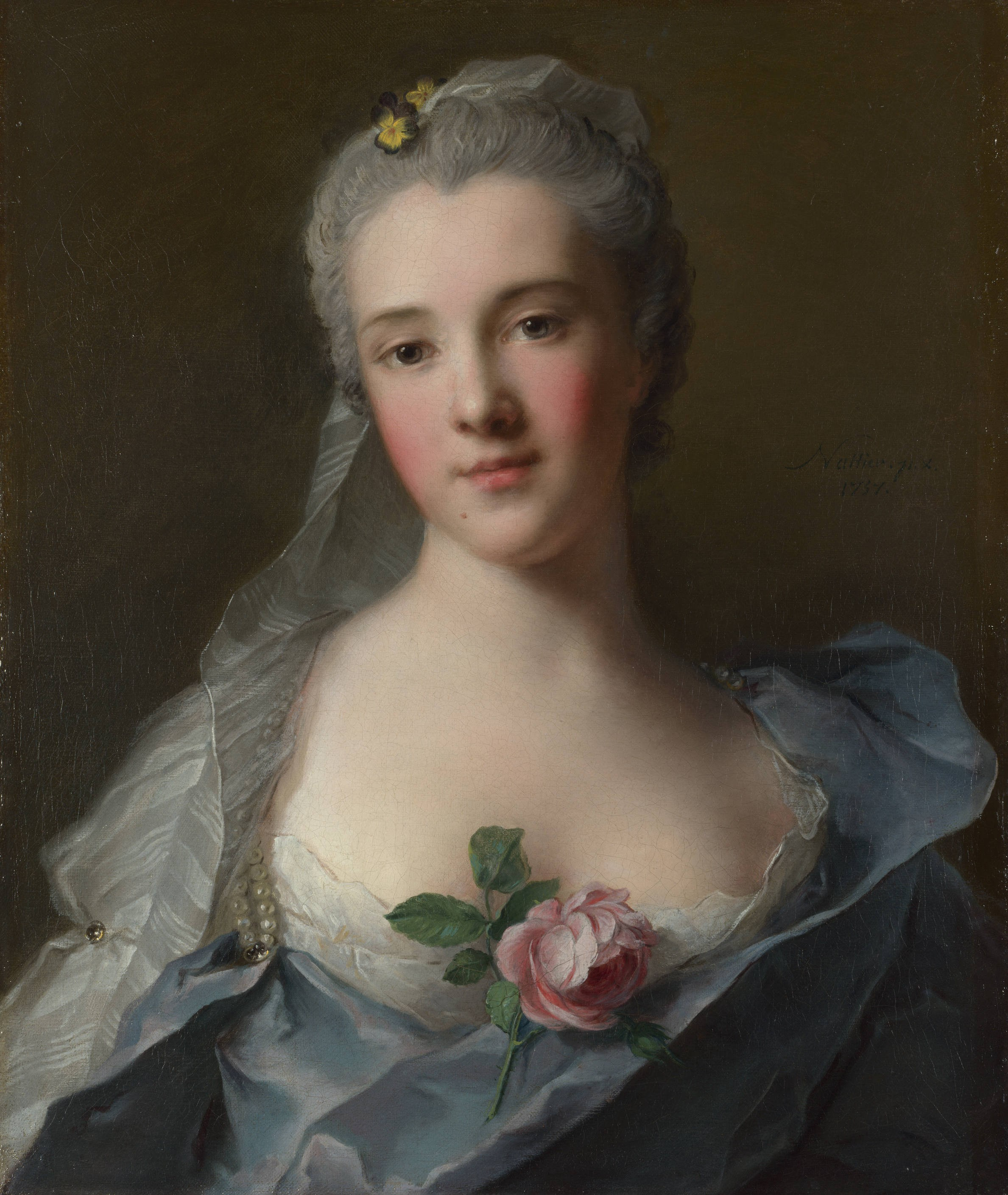
Portrait de Manon Balletti (1757), Londres, National Gallery.
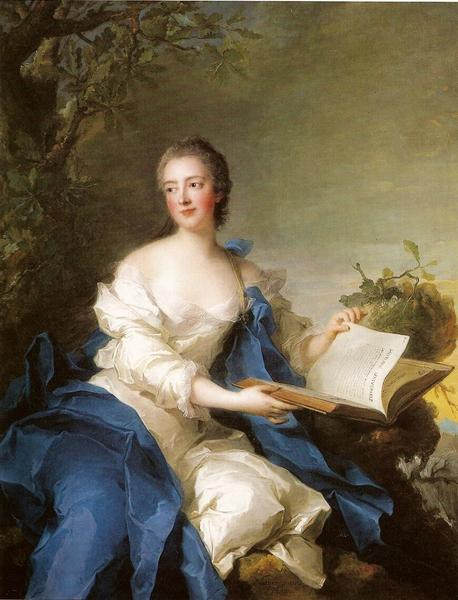
Portrait de la princesse de Rohan (1741), musée d'Art de Toledo.
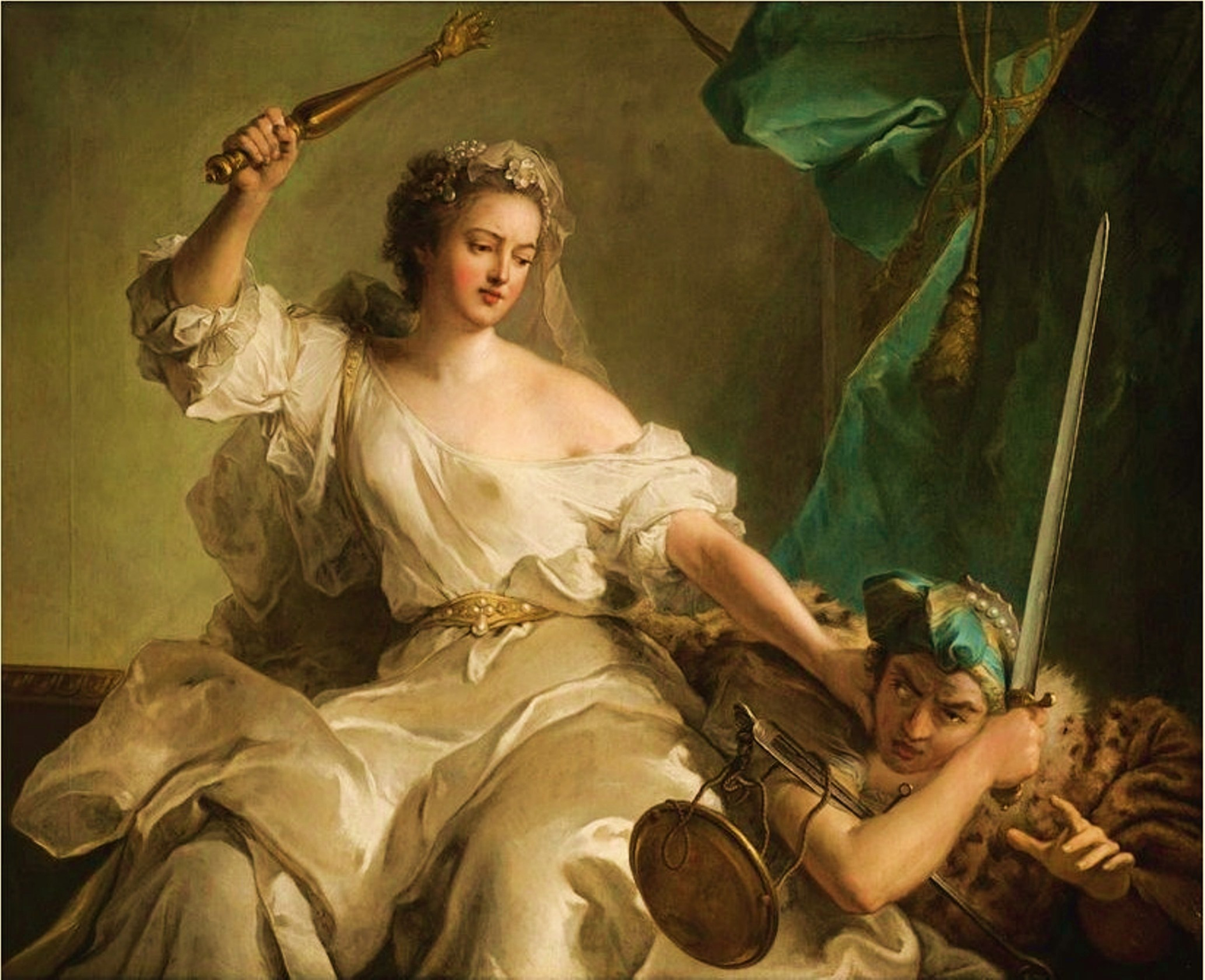
Portrait de Madame Adélaïde ou de Madame de Brionne, née Louise de Rohan-Guémené, pour représenter La Justice châtiant l'Injustice (1737).
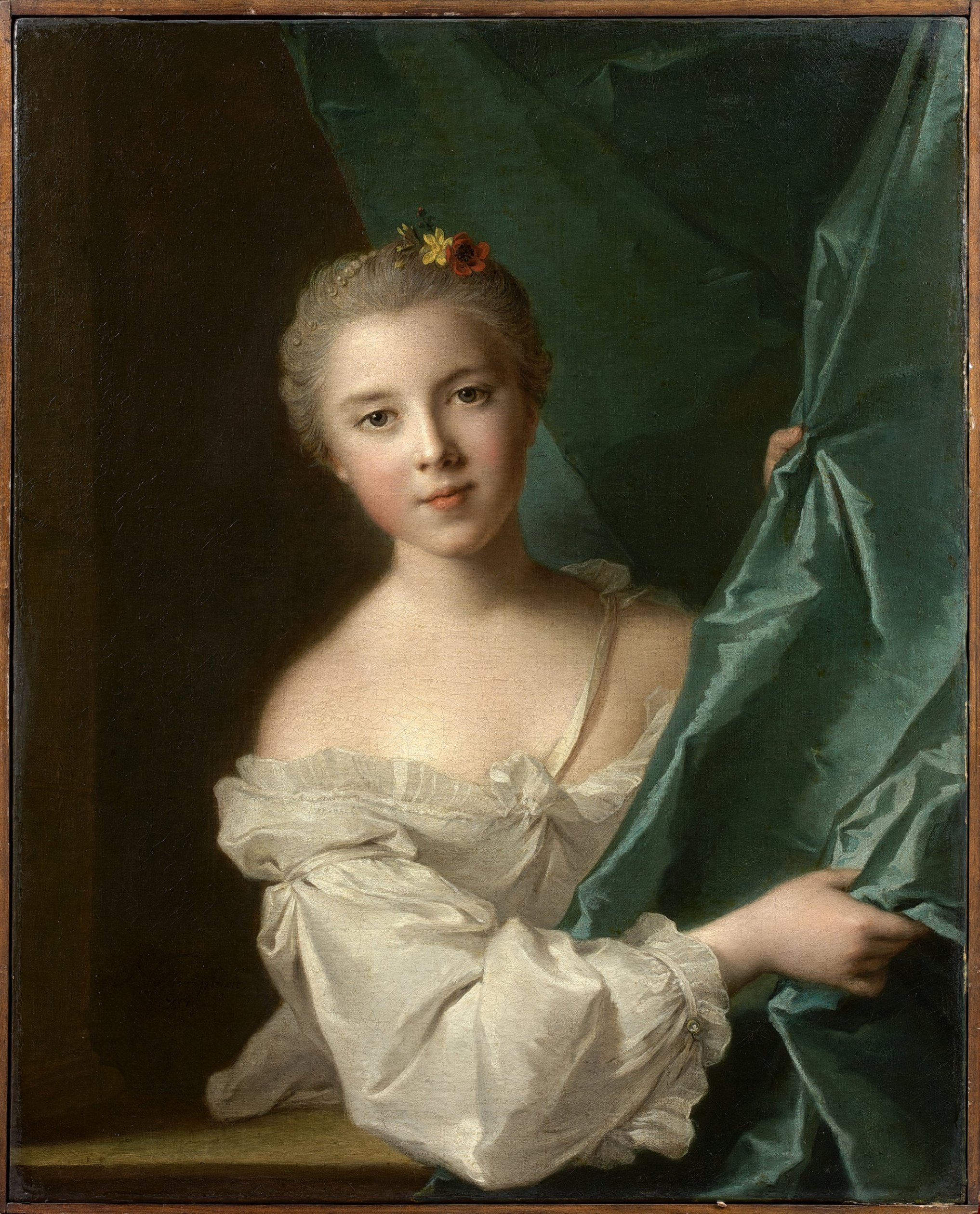
Portrait d'Éléonore Louise Le Gendre de Berville (1740-1761), marquise du Hallay-Coëtquen (1751).
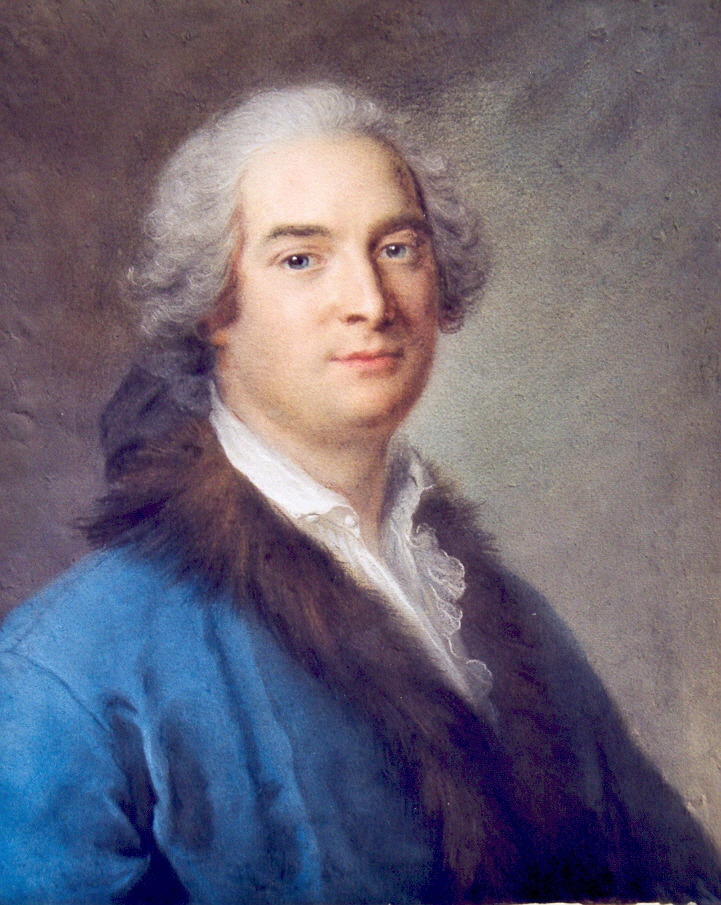
Portrait de Charles Duclos, collection du musée de Dinan - Ville de Dinan.